# Naučná stezka Okolím Studence
Naučná stezka Okolím Studence je pojmenování naučné stezky v západní části Lužických hor, která zde byla vytyčena Správou CHKO Lužické hory v roce 2002. Je vedena v okrese Děčín, jen velmi malá část zasahuje do okresu Česká Lípa. Své jméno získala podle kopce Studenec (737 m n. m.) v Klíčské hornatině.

## Popis
Stezka je délkou 22,5 km (včetně odbočky k rozhledně na Studenci) i převýšením náročná. Na její trase je dvacet zastavení (každé zastavení je s česko-německou informativní tabulí). Je okružní, lze ji tedy absolvovat z jakéhokoliv místa na okruhu, je však zřizovatelem doporučováno zahájení u železniční zastávky obce Mlýny u Kytlice na železniční trati Děčín–Rumburk. Na trase je celá řada chráněných lokalit, přírodních památek i rezervací, z větších obcí jen okrajově Česká Kamenice. V oblasti přírodní památky Pustý zámek u Dolního Prysku se dotýká okresu Česká Lípa, celý zbytek okruhu je veden okresem Děčín.
Značení trasy je prováděno obvykle zeleným symbolem. Naprostá většina je vedena po barevně vyznačených turistických trasách KČT (zelená, červená). 

## Zastavení
1. Úvodní zastavení u zastávky Mlýny
2. Věnováno záchraně jedle bělokoré
3. Informace o žebrovici různolisté
4. Informace o modřínu opadavému
5. Informace o javoru klenu
6. Seznámení s pojmem bučina
7. Křížový buk a bitva v roce 1757
8. Informace o dubu červeném

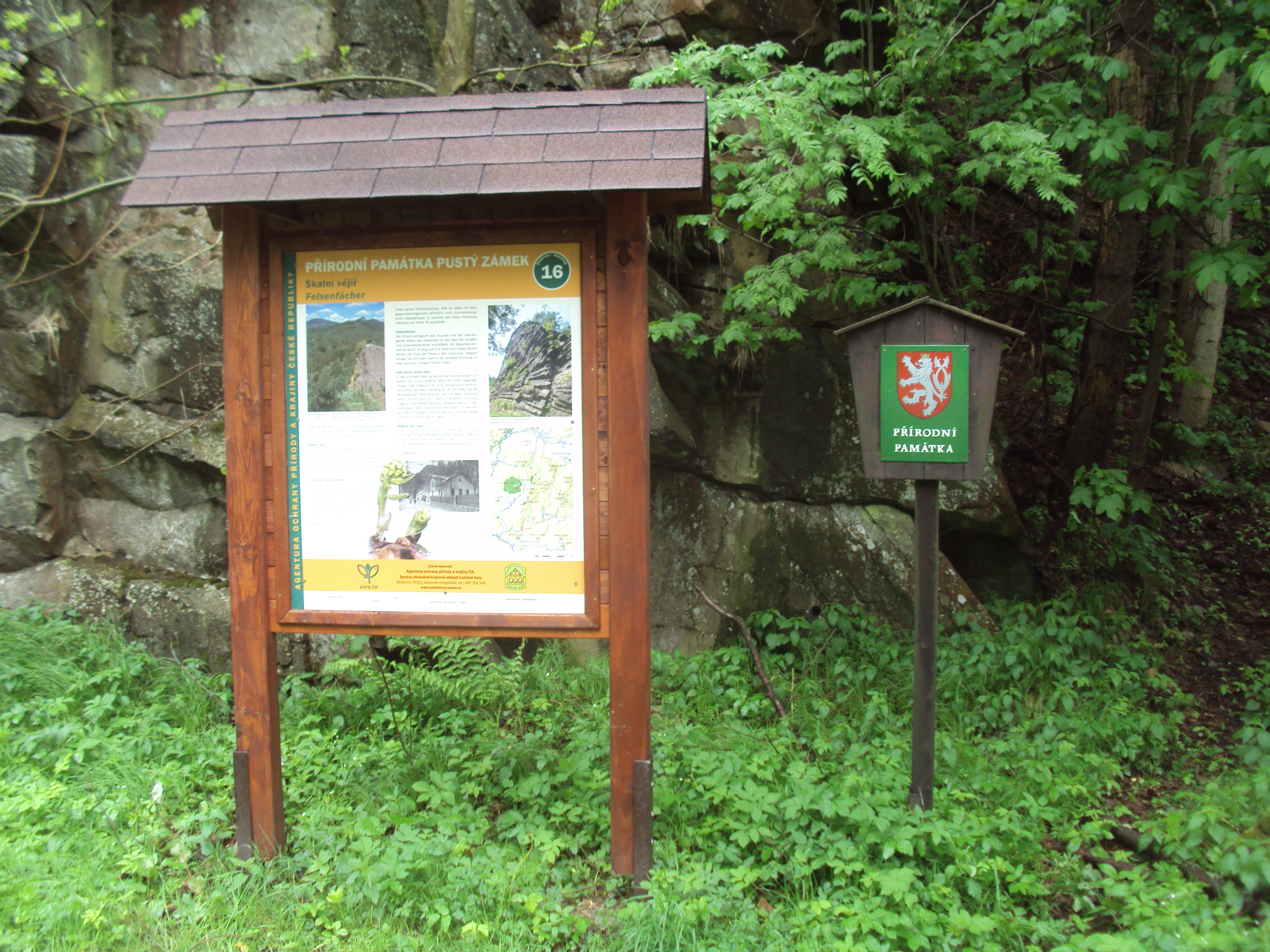
Infotabule 16 Pustý zámek

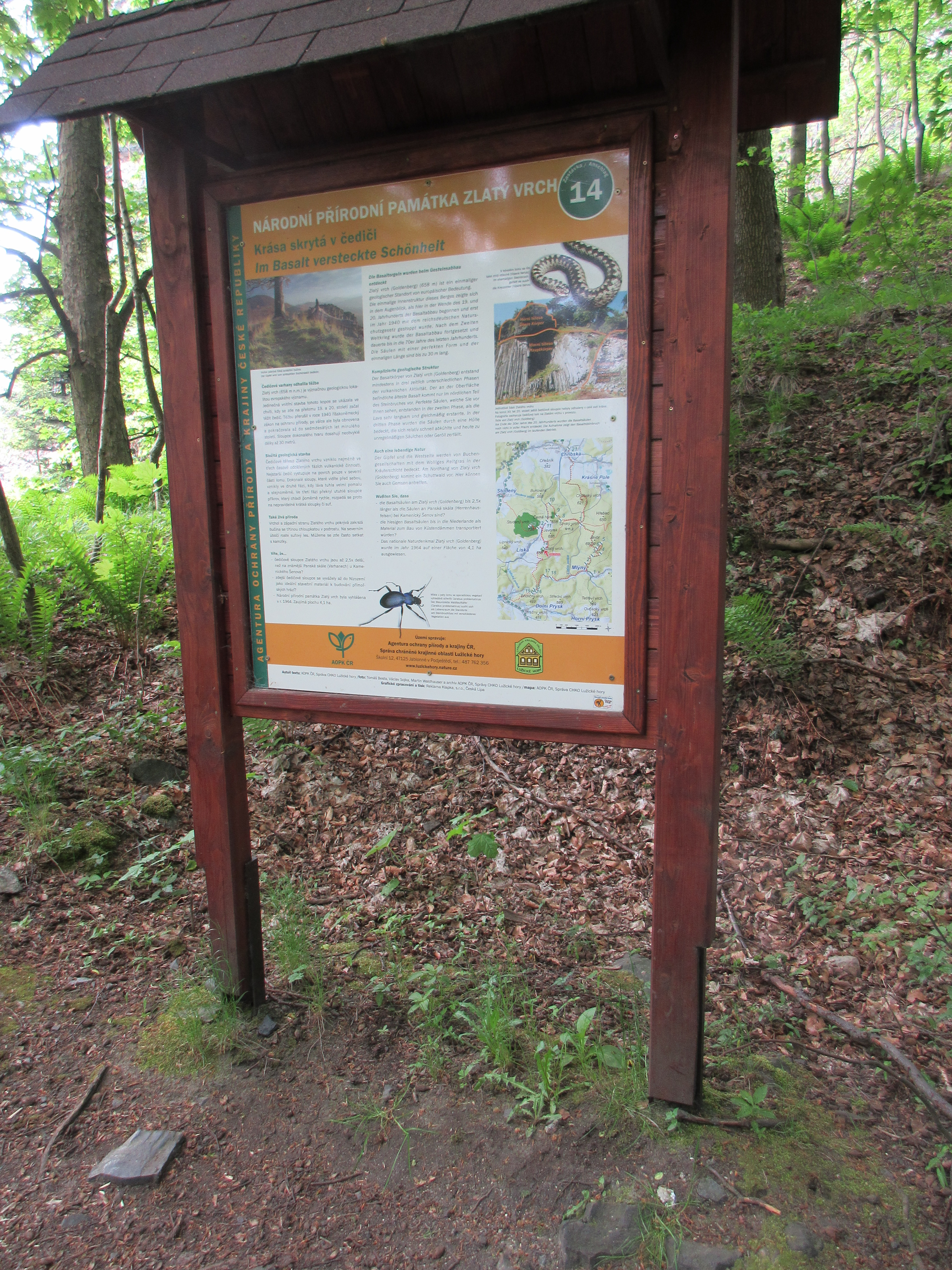
Infopanel 14 Zlatý vrch

9. Přírodní památka Líska a měsíčnice vytrvalá
10. Seznámení se škodami způsobovanými zvěří
11. Povídání o jasenině
12. Přírodní rezervace Studený vrch, informace o jilmech a klenových bučinách
13. Studenec, sutě na kopci a jejich společenstva (736 m)
14. Národní přírodní památka Zlatý vrch (656 m)
15. Informace o borovici vejmutovce
16. Přírodní památka Pustý zámek (405 m)
17. Informace o nivě Kamenice ve směru na Českou Kamenici
18. Informace o nivě Kamenice ve směru na Mlýny
19. Seznámení s pojem reliktní hory
20. Železniční zastávka Horní Kamenice, úvodní seznámení s CHKO Lužické hory